# Andres Ramírez
Andres Alexander Ramírez Mejías (ur. 5 września 1991) – kolumbijski zapaśnik walczący w stylu wolnym.
Zajął dziewiąte miejsce na mistrzostwach panamerykańskich w 2022. Srebrny medalista igrzysk boliwaryjskich w 2022 roku.